# عتائق عجيبة
العتائق العجيبة أو التوماركيوتا (الاسم العلمي: Thaumarchaeota) من اليونانية:(Θαῦμας=Thaum تلفظ ثوماس وتعني «عجيبة» + ἀρχαῖα=Archaea تلفظ أراخيا وتعني «قديم أو عتيق=عتائق») هي مجموعة تصنيفية رئيسية من فوق مملكة العتائق من نطاق بدائيات النوى.
كانت هذه المجموعة التصنيفية تعتبر جزء من العتائق المصدرية أليفة الحرارة المعتدلة (الاسم العلمي: mesophilic Crenarchaeota) ثم تم اعتبارها مجموعة قائمة بذاتها.